# الكسندر إي. فرازير
الكسندر إي. فرازير هو سياسي كندي، ولد في 3 يناير 1843، وتوفي في 5 مايو 1905. حزبياً، نشط في الحزب الليبرالي في نوفا سكوشا ‏. وقد انتخب عضو مجلس نواب نوفا سكوتيا.